# Брик дю Форез
Брик дю Форез (фр. Brique du Forez) — французский мягкий белый сыр из коровьего молока.
Сыр послужил прообразом другого французского мягкого сыра Брик де Шевр (фр. Brique de chèvre).

## Изготовление
Сыр производится в регионе Овернь — Рона — Альпы фермерским или артельным способом. Изготавливается из сырого цельного коровьего или смеси коровьего и козьего молока с большим содержанием коровьего. Производство сыра из коровьего молока продолжается в течение всего года, с добавлением козьего молока — с весны и до осени. Вызревание может длиться от 2—3 недель до трёх месяцев.

## Описание
Головки сыра имеют форму кирпича длиной 12—13 сантиметров, шириной 5—6 сантиметров, высотой 2,5—3,5 сантиметра и весом 350—400 грамм. Сыр покрыт тонкой белой коркой из натуральной плесени, которая со временем приобретает серо-голубой оттенок. Под коркой находится сливочная, почти жидкая мякоть белого цвета. Жирность сыра составляет 40—45 %.
Сыр обладает ореховым привкусом и долгим послевкусием, а корка — грибным ароматом. Употребляется в качестве самостоятельного блюда, сочетается с легкими фруктовистыми белыми и розовыми, а также красными винами, в частности винами Божоле.